# Der Goldkäfer (Fujikura)
Der Goldkäfer (englischer Originaltitel: The Gold-Bug) ist eine Kinderoper (Originalbezeichnung: „Opera for a Young Audience“) in fünf Szenen vom japanisch-britischen Komponisten Dai Fujikura (Komposition) und Hannah Dübgen (Libretto) nach der Kurzgeschichte The Gold-Bug von Edgar Allan Poe, die am 9. März 2018 am Theater Basel uraufgeführt wurde. Den Kompositionsauftrag erteilte die Hochschule für Musik Basel (FHNW), gefördert durch die Ernst von Siemens Musikstiftung.

## Handlung

### Erste Szene
Albert und seine Tochter Lilith kämpfen sich durch Regen und Sturm zur Hütte von Wilhelm vor, um ihn zu fragen, ob er angesichts des Unwetters in Not ist. Doch der ist ganz aufgeregt über einen Goldkäfer, den er gefunden hat. Als Albert ihn sehen will, antwortet Wilhelm ausweichend, er habe ihn an die Tierärztin Monica ausgeliehen, könne jedoch eine Zeichnung anfertigen, die er schnell auf ein Pergament wirft. Der Käfer trägt „drei schwarze Punkte auf seinem goldenen Panzer“, so Wilhelm erklärend, Albert erkennt bei der Betrachtung der Skizze aber weder Fühler, noch Beine, sondern nur einen Totenkopf und fühlt sich von Wilhelm verspottet. Wilhelms Enkel Sam legt die Zeichnung in eine Schublade und bläst das Kerzenlicht aus.

### Zweite Szene
Ein Haus in einer „Stadt voller Kirchen“. Sam besucht Lilith. Die singt ein Lied, das Sam vor dem Haus anhört. Als er eintritt, unterhalten sich die Kinder über ihre Eltern. Liliths Mutter ist gestorben, Sams Eltern sind „nur weg gegangen“. Lilith erklärt ihren Namen, er leite sich von einer „Dämonin im antiken Mesopotamien“ her. Albert tritt ein, nennt seine Tochter „Lily“, worüber sie sich ärgert. Sam berichtet, seinem Großvater Wilhelm gehe es schlecht, er behaupte, vom Goldkäfer gebissen worden zu sein. Es seien aber nur „Schrammen“ zu sehen gewesen. Wilhelm schlafe nicht mehr, aus Angst, der „Tod“ könne seinen Käfer und alle anderen holen. Das Tier sehe genauso aus, wie Wilhelm es gezeichnet habe. Albert ist beunruhigt und verspricht, am Nachmittag in Wilhelms Hütte zu kommen und nach dem Rechten zu sehen.

### Dritte Szene
Albert und Lilith betreten abermals die Hütte. Wilhelm ist überglücklich, weil sein Goldkäfer „alle retten“ werde. Diesmal präsentiert er das Tier, Albert bestätigt, dass er die drei schwarzen Punkte trägt. Wilhelm und Albert geraten in heftigen Streit darüber, was auf dem Blatt zu sehen ist – es sieht angeblich in der Nähe des offenen Feuers anders aus als am hellen Sonnenlicht. Sam löst das Rätsel: Das von Wilhelm achtlos als Notizblatt verwendete Pergament enthält eine geheime Botschaft, geschrieben von Piraten mit einer Geheimtinte. Tatsächlich werden Buchstaben deutlich: Eine Botschaft des berüchtigten Piraten Kapitän Kidd und seiner Männer. Wilhelm will das Pergament am Strand gefunden haben, genau dort, wo er auch den Goldkäfer entdeckte. Alle zusammen entziffern den Code, Albert nutzt dabei die Mittel der Logik, so seien der Buchstabe „o“ im Englischen nicht häufig, auf dem Text aber schon. Ihnen gelingt die Lösung: „Dreißig Fuß westlich vom Liriodendron-Baum…“ Die Stelle ist nur wenige Meile entfernt, alle machen sich auf, um den Schatz auszugraben.

### Vierte Szene
Sam, Lilith, Wilhelm und Albert fahren in einem Boot über das Meer und freuen sich auf den Goldschatz. Lilith gesteht unabsichtlich Sam ihre Liebe und errötet.

### Fünfte Szene
Am Strand. Sie haben den Baum und die Schatztruhe entdeckt, der in der Geheimschrift genannt wurde. Über dem siebten Ast, in einem engen Hohlraum, soll der Schlüssel zur Schatztruhe liegen. Doch die Öffnung ist selbst für die Finger von Sam zu klein. Der Goldkäfer könnte hineinschlüpfen und den Schlüssel heraus befördern. Er wird mit einer Schlaufe versehen, um ihn herauszuziehen. Das Vorhaben gelingt. Sie öffnen mit dem Schlüssel die gefundene Schatztruhe und finden darin unermessliche Schätze, die Fahne von Kapitän Kidd, zerbrochene Waffen und Harpunen. Alle sind reich – sie wurden vom „Goldkäfer gebissen“. Sam und Lilith gestehen sich ihre Liebe, Albert nimmt sich vor, alle Kostbarkeiten zu erforschen und darüber ein Buch zu schreiben. Alle brechen auf mit dem fröhlichen Ruf: „Es gibt soviel zu entdecken!“

## Werkgeschichte
Die Auftraggeber der Kinderoper begründeten die Wahl des Komponisten damit, Fujikura sei bekannt für seine „humorvolle, tonale Sprache“ und seine „einfallsreiche Instrumentation“. Außerdem habe er großes Interesse für die Tonalität, das Repertoire und die Erzählhaltung für ein junges Publikum. Wichtig bei der Piraten-Story sei, dass sie für Jungen und Mädchen gleichermaßen interessant sei. Das Theater Basel lobte Fujikura: „Humorvoll-spielerisch, den ganzen Farbenreichtum des Orchesters auskostend, erweckt Fujikura die unterschiedlichen Figuren zum Leben und schafft atmosphärische Klanglandschaften von grosser sinnlicher Kraft, die den Zuhörer unweigerlich in ihren Bann ziehen. Fast meint man, den Goldkäfer über die eigene Haut krabbeln zu spüren.“

## Rezeption
Die Badische Zeitung sprach nach der Uraufführung von einer „zu hohen Reizdichte“ des Werks und urteilte, der Versuch, die Kurzgeschichte von Poe für Kinder aufzubereiten, sei „jedenfalls auf ganzer Linie gescheitert“: „Leider bedarf es höchster Konzentration, die mit großem Vibrato gesungenen Worte, die Dai Fujikura fast als Karikatur von Operngesang anlegt, zu entschlüsseln. Es gibt keinen normalen Erzählton in diesem Werk und keinen gesprochenen Text. Zudem wird auf eine Übertitelung verzichtet, so dass man auf dieser Schatz- und Sinnsuche ziemlich verloren ist.“ In der Neuen Zürcher Zeitung (NZZ) hieß es, „der Auftrag, eine Oper für ein junges Publikum zu entwerfen“ sei „allerdings ein wenig verloren gegangen zu sein“: „Das Ganze ist theatralisch ambitioniert, aber nicht leicht zu entschlüsseln.“

## Aufführungen
- 2018 Theater Basel (Uraufführung)